# SOME architects
SOME architects, voorheen heren 5 architecten is een Nederlands architectenbureau. Het hoofdkantoor is gevestigd in Amsterdam aan de TT. Vasumweg in Amsterdam-Noord. SOME is een acroniem voor Social Method, de werkwijze waarmee het bureau zijn projecten benadert.
De partners Jeroen Atteveld, Merijn de Jong en Sjuul Cluitmans geven sturing aan het bureau. Er zijn zo’n 25 mensen werkzaam bij het bureau.

## Geschiedenis
In 2014 won het architectenbureau de Lieven de Keypenning voor het ontwerp van het Huis van Hendrik in Haarlem. In juni 2025 onderging het bureau een naamswijziging van Heren 5 architecten naar SOME architects. Deze naamswijziging moest meer de  identiteit en werkwijze van het bureau weerspiegelen, dat zich richt op sociaal georiënteerde architectuur.

## Portfolio
- Wickevoort - Cruquius, Haarlemmermeer
- IJslandpark - Schalkwijk, Haarlem
- De Entree - Schalkwijk, Haarlem
- Huis van Hendrik - Parkwijk, Haarlem
- Afzelia - Houthavens, Amsterdam
- De Bannehoven – Zaandijk, Zaanstad (2024)